# Nyírcsászári
Nyírcsászári is een plaats (község) en gemeente in het Hongaarse comitaat Szabolcs-Szatmár-Bereg. Nyírcsászári telt 1256 inwoners (2001).